# 780.
◄ | 7. stoljeće | 8. stoljeće | 9. stoljeće | ►
◄ | 750-ih | 760-ih | 770-ih | 780-ih | 790-ih | 800-ih | 810-ih | ►
◄◄ | ◄ | 777. | 778. | 779. | 780. | 781. | 782. | 783. | ► | ►►
Astronomija • Književnost • Kršćanstvo • Pravo • Promet

## Smrti
- 8. rujna – Leon IV. Hazar, bizantski car (* 749.)

## Vanjske poveznice
|  | Zajednički poslužitelj ima još gradiva o temi 780. |